# Iskra Lawrence
Iskra Lawrence, née le 11 septembre 1990 à Wolverhampton, est un mannequin britannique. 
Elle est le modèle phare de la ligne de sous-vêtements Aerie, produite  Par IMG ModelsElle est classée parmi les mannequins grande taille, ce qu'elle réfute. Personnalité des réseaux sociaux, elle milite pour que chacun accepte son corps tel qu'il est.
En 2016, elle est nommée parmi les 100 femmes de l'année par la BBC.
En Couple avec Johnny V